# Oleg Kozlitin
Oleg Kozlitin (Kazachs en Russisch: Олег Козлитин) (Krasnojarsk, 22 september 1969) is een voormalig Kazachs wielrenner. Na zijn actieve loopbaan werd Kozlitin ploegleider bij de Franse Oktosploeg.

## Belangrijkste overwinningen
1993
- Parijs-Camembert

1998
- Prix des Flandres Françaises

## Resultaten in voornaamste wedstrijden
| Jaar | Ronde van Italië | Ronde van Frankrijk | Ronde van Spanje |
| ---- | ---------------- | ------------------- | ---------------- |
| 1993 |                  | buiten tijd         |                  |
| 1995 |                  |                     |                  |
| 1996 |                  | opgave              |                  |

| Jaar | Milaan-San Remo | Gent-Wevelgem |
| ---- | --------------- | ------------- |
| 1993 |                 | 24e           |
| 1995 | 142e            | 38e           |
| 1996 |                 |               |